# Österreichischer Frauen-Fußballcup 2006/07
Der Österreichische Frauen-Fußballcup wurde in der Saison 2006/07 zum 33. Mal ausgespielt. Als ÖFB-Ladies-Cup wurde er vom Österreichischen Fußballbund zum 15. Mal, als ÖFB-Stiegl-Ladies-Cup zum dritten Mal, durchgeführt und begann am 2. September 2006 mit der ersten Runde und endete am 23. Juni 2007 mit dem Finale im Wiener Franz-Horr-Stadion. Den Pokal gewann zum fünften Mal in Folge der SV Neulengbach.

## Teilnehmende Mannschaften
Für den österreichischen Frauen-Fußballcup haben sich anhand der Teilnahme der Ligen der Saison 2006/07 folgende 33 Mannschaften, die nach der Saisonplatzierung der Frauen-Bundesliga 2005/06, der 2. Division Mitte 2005/06, der 2. Liga Ost 2005/06, der Landesliga Steiermark 2005/06 und der Regionalliga West 2005/06 geordnet sind, qualifiziert. Teams, die als durchgestrichen gekennzeichnet sind, nahmen am Wettbewerb aus diversen Gründen nicht am Wettbewerb teil oder sind zweite Mannschaften und spielten daher nicht um den Pokal mit. Weiters konnten noch der Landescupsieger, der Landesmeister oder auch Vertreter der Saison 2005/06 teilnehmen.
| ÖFB-Frauenliga (10) | 2. Liga Mitte (7) | 2. Liga Ost (8) |
| --- | --- | --- |
| - SV Neulengbach (NÖ) (C) - USC Landhaus (W) - Union Kleinmünchen (OÖ) - USG Ardagger/Neustadtl (NÖ) - ASK Erlaa (W) - LUV Graz (ST) - SV Gloggnitz (NÖ) - FC Südburgenland (B) - 1. DFC Leoben (ST) (RG) - LASK Ladies (OÖ) (RG) | - Union Kleinmünchen II (OÖ) - USK Hof (S) - SV Garsten (OÖ) - SV Spittal/Drau (K) - ASK Maxglan (S) - ASKÖ Dionysen/Traun (OÖ) - Union Geretsberg (OÖ) (LM) (N) - Union Nebelberg (OÖ) (L2) (N)                                       | - SV Horn (NÖ) (RV) - 1. SVg Guntramsdorf (NÖ) - SV Groß-Schweinbarth (NÖ) - DFC Heidenreichstein (NÖ) - SV Langenrohr (NÖ) - USC Landhaus II (W) - ESV Süd-Ost (W) - DFV Juwelen Janecka (W) - SV Neulengbach II (NÖ) (N) - FFC Favoriten (W) (N) |
| 2. Liga Süd (6) | 2. Division West (1) | |
| - ASV St. Margarethen/Lav. (K) (RV) - SC St. Ruprecht/Raab (ST) - FC Südburgenland II (B) - SC Unterpremstätten (ST) - Schöneberger LUV II (ST) - FC Maria Lankowitz (ST) - FC Ligist (ST) - FC St. Veit/Glan (K) (LM) (N) | - FC Wacker Tirol (T) statt Innsbrucker AC (T) (A) - Schwarz-Weiß Bregenz (V) - FC Lingenau (V) - FC Koblach (V) - SK Zirl (T) - FC Nüziders (V) - SPG FC Alberschwende/FC Egg (V) - FC Rätia Bludenz (V) - New Energy 95 Lustenau (V) | |
| Landescupsieger, Meister oder Meistervertreter aus der Landesliga (1) | | |
| - FC St. Veit/Glan (K) (LM), siehe 2. Liga Süd - SV Furth (NÖ) (L3) | - Union Geretsberg (OÖ) (LM), siehe 2. Division Mitte - Union Nebelberg (OÖ) (L2), siehe 2. Division Mitte | - SPG SV Brixlegg/SV Rattenberg (T) (LM) - SC Bregenz (V) (LC) - FFC Favoriten (W) (??), siehe 2. Liga Ost |
| Erläuterungen Länderkürzel: (B): Burgenland, (K): Kärnten, (NÖ): Niederösterreich, (OÖ): Oberösterreich, (S): Salzburg, (ST): Steiermark, (T): Tirol, (V): Vorarlberg, (W): Wien; Vereins-Landes-Bewerbserfolg: (LC): Landescupsieger, (LCF): Landescupfinalist, (LM): Landesmeister, (Lx): x. Platz der Landesliga, (LN): Landesliga-Aufsteiger, (..-x): x Landesliga siehe Länderkürzel | | |

| (C) | amtierender Cupsieger 2005/06    |
| (A) | Absteiger der Saison 2006/07     |
| (N) | Neuaufsteiger der Saison 2006/07 |

## Turnierverlauf

### 1. Cuprunde
| Datum                   |                               | Ergebnis                         |                      |
| ----------------------- | ----------------------------- | -------------------------------- | -------------------- |
| 03.09.2006 um 11:00 Uhr | DFV Juwelen Janecka           | 1:7 (1:3)                        | SV Groß-Schweinbarth |
| 03.09.2006 um 16:00 Uhr | FSC Hainfeld                  | 4:4 n. V. (4:4, 0:0) (4:5 i. E.) | FFC Favoriten        |
| 02.09.2006 um 16:30 Uhr | SV Furth                      | 3:2 (2:2)                        | ESV Süd-Ost          |
| 03.09.2006 um 14:00 Uhr | SV Horn                       | 3:1 (1:1)                        | SC St. Ruprecht/Raab |
| 03.09.2006 um 11:30 Uhr | 1. SVg Guntramsdorf           | 0:3 (0:1)                        | FC St. Veit/Glan     |
| 02.09.2006 um 17:00 Uhr | FC Maria Lankowitz            | 2:2 n. V. (2:2, 2:1) (2:4 i. E.) | FC Ligist            |
| 03.09.2006 um 15:00 Uhr | SC Unterpremstätten           | 0:10 (0:6)                       | SV Langenrohr        |
| 02./03.09.2006          | ASV St. Margarethen/Lavanttal | 3:0 1CR1                         | DFC Heidenreichstein |
| 03.09.2006 um 15:00 Uhr | SV Garsten                    | 10:0 (7:0)                       | Union Geretsberg     |
| 03.09.2006 um 17:00 Uhr | FC Wacker Tirol               | 7:0 (3:0)                        | USK Hof              |
| 03.09.2006 um 16:00 Uhr | ASKÖ Dionysen/Traun           | 4:0 (1:0)                        | SV Spittal/Drau      |
| Freilos                 | ASK Maxglan                   |                                  |                      |

### 2. Cuprunde
| Datum                   |                      | Ergebnis                         |                               |
| ----------------------- | -------------------- | -------------------------------- | ----------------------------- |
| 08.10.2006 um 15:30 Uhr | FFC Favoriten        | 0:8 (0:3)                        | ASK Maxglan                   |
| 07.10.2006 um 16:00 Uhr | SV Furth             | 6:0 (3:0)                        | FC Ligist                     |
| 08.10.2006 um 14:00 Uhr | SV Groß-Schweinbarth | 8:2 (5:1)                        | ASKÖ Dionysen/Traun           |
| 08.10.2006 um 14:00 Uhr | SV Horn              | 0:2 (0:0)                        | FC Wacker Tirol               |
| 08.10.2006 um 13:00 Uhr | FC St. Veit/Glan     | 3:3 n. V. (3:3, 2:1) (6:5 i. E.) | ASV St. Margarethen/Lavanttal |
| 08.10.2006 um 13:30 Uhr | SV Langenrohr        | 4:1 (1:1)                        | SV Garsten                    |

### 3. Cuprunde
Die Bundesligavereine stiegen erst in der 3. Cuprunde ein.
| Datum                   |                      | Ergebnis    |                        |
| ----------------------- | -------------------- | ----------- | ---------------------- |
| 10.03.2007 um 16:00 Uhr | FC Wacker Tirol      | 3:0 (1:0)   | LASK Ladies            |
| 10.03.2007 um 19:30 Uhr | SV Langenrohr        | 0:19 (0:10) | SV Neulengbach         |
| 10.03.2007 um 13:00 Uhr | FC St. Veit/Glan     | 1:7 (1:2)   | LUV Graz               |
| 11.03.2007 um 15:00 Uhr | SV Furth             | 0:1 (0:0)   | USC Landhaus           |
| 10.03.2007 um 15:00 Uhr | ASK Maxglan          | 2:7 (1:2)   | USG Ardagger/Neustadtl |
| 10.03.2007 um 15:00 Uhr | SV Groß-Schweinbarth | 2:1 (1:0)   | ASK Erlaa              |
| 11.03.2007 um 14:00 Uhr | 1. DFC Leoben        | 2:5 (1:4)   | FC Südburgenland       |
| 11.03.2007 um 14:00 Uhr | SV Gloggnitz         | 2:4 (1:1)   | Union Kleinmünchen     |

### Viertelfinale
| Datum                   |                        | Ergebnis  |                    |
| ----------------------- | ---------------------- | --------- | ------------------ |
| 01.05.2007 um 14:00 Uhr | USG Ardagger/Neustadtl | 5:3 (1:1) | FC Wacker Tirol    |
| 01.05.2007 um 15:00 Uhr | FC Südburgenland       | 0:5 (0:3) | SV Neulengbach     |
| 01.05.2007 um 15:30 Uhr | USC Landhaus           | 2:4 (1:1) | LUV Graz           |
| 01.05.2007 um 16:00 Uhr | SV Groß-Schweinbarth   | 1:3 (1:0) | Union Kleinmünchen |

### Halbfinale
| Datum                   |                | Ergebnis  |                        |
| ----------------------- | -------------- | --------- | ---------------------- |
| 28.05.2007 um 15:30 Uhr | SV Neulengbach | 9:1 (4:0) | Union Kleinmünchen     |
| 28.05.2007 um 15:30 Uhr | LUV Graz       | 1:0 (0:0) | USG Ardagger/Neustadtl |

### Finale
Das Finale wurde im Franz-Horr-Stadion in Wien ausgetragen.
| Datum                   |                | Ergebnis  |          |
| ----------------------- | -------------- | --------- | -------- |
| 23.06.2007 um 17:30 Uhr | SV Neulengbach | 3:1 (1:1) | LUV Graz |